# 56e corps de blindés (Allemagne)
Pour les articles homonymes, voir 56e corps d'armée.
Le 56e corps de blindés (en allemand : LVI. Panzerkorps) était un corps d'armée d'unités blindés (Panzer) de l'armée de terre allemande: la Heer au sein de la Wehrmacht pendant la Seconde Guerre mondiale.

## Historique
Le 56e corps de blindés est formé le 1er mars 1942 à partir du 56e corps d'armée.
Il prend part à la lutte contre les partisans dans la région de Spas-Demensk et Kirov, avant de se retirer vers Kritchev et le long de la Dniepr. Il combat à Jlobine et Kalinkovitchi et se retire à travers les marais du Pripet à Brest-Litovsk au printemps de 1944.
Puis, il se retire à travers la Pologne en subissant de lourdes pertes. Le corps est détruit le 26 janvier 1945 et reformé le 16 février 1945 avant de mettre fin à la guerre dans la bataille de Berlin.

## Organisation

### Commandants successifs
| Date                               | Grade                     | Commandant         |
| ---------------------------------- | ------------------------- | ------------------ |
| 1er mars 1942 - 1er août 1943      | General der Panzertruppen | Ferdinand Schaal   |
| 2 août 1943 - 14 novembre 1943     | General der Infanterie    | Friedrich Hoßbach  |
| 15 novembre 1943 - 9 décembre 1943 | Generalleutnant           | Anton Grasser      |
| 10 décembre 1943 - 14 juin 1944    | General der Infanterie    | Friedrich Hoßbach  |
| 15 juin 1944 - 26 janvier 1945     | General der Infanterie    | Johannes Block     |
| Reformation                        |                           |                    |
| 16 février 1945 - 10 avril 1945    | General der Kavallerie    | Rudolf Koch-Erpach |
| 11 avril 1945 - 8 mai 1945         | General der Artillerie    | Helmuth Weidling   |

## Théâtres d'opérations
- Front de l'Est, secteur Centre : mars 1942 - juillet 1944
- Pologne : juillet 1944 - janvier 1945
- Est de l'Allemagne et Berlin : janvier 1945 - mai 1945

## Ordre de batailles

### Rattachement d'Armées
| Date         | Armée           | Groupe d'armées              |
| ------------ | --------------- | ---------------------------- |
| 1942         |                 |                              |
| 1er mars     | 9e armée        | Groupe d'armées Centre       |
| 21 mai       | 4e armée        | Groupe d'armées Centre       |
| 1943         |                 |                              |
| 1er janvier  | 4e armée        | Groupe d'armées Centre       |
| 15 juillet   | 9e armée        | Groupe d'armées Centre       |
| 27 août      | 2e armée        | Groupe d'armées Centre       |
| 1944         |                 |                              |
| 1er janvier  | 2e armée        | Groupe d'armées Centre       |
| 19 janvier   | 9e armée        | Groupe d'armées Centre       |
| 21 mars      | 2e armée        | Groupe d'armées Centre       |
| 30 mai       | 4e Panzer Armee | Groupe d'armées Nord Ukraine |
| 23 septembre | 4e Panzer Armee | Groupe d'armées A            |
| Novembre     | 9e armée        | Groupe d'armées Centre       |
| 1945         |                 |                              |
| Janvier      | 9e armée        | Groupe d'armées A            |
| Février      | z. Vfg.         | Groupe d'armées Centre       |
| Avril        | z. Vfg.         | Groupe d'armées Vistule      |

### Unités subordonnées

#### Unités organiques
- Arko 125
- Feldpostamt 456
- Feldgendarmerietrupp 456
- Korps-Nachschubtruppen 456
- Korps-Nachrichten-Regiment 456
- Korps-Nachrichten Abteilung 456
- Korps-MG-Bataillon 456

#### Unités rattachées
13 avril 1942
- 6e Panzerdivision
- 328. Infanterie-Division

22 décembre 1942
- 321. Infanterie-Division
- 131. Infanterie-Division
- 10. Infanterie-Division
- 267. Infanterie-Division

7 juillet 1943
- 131. Infanterie-Division
- 14. Infanterie-Division
- 321. Infanterie-Division

26 décembre 1943
- 5e Panzerdivision
- 203. Sicherungs-Division
- Kampfgruppe 12. Panzer-Division
- Détachement de corps E
- 4e Panzerdivision

24 janvier 1944
- 4e Panzerdivision
- 35. Infanterie-Division
- 11. Infanterie-Division

19 février 1944
- 110. Infanterie-Division
- 35. Infanterie-Division
- 129. Infanterie-Division

23 juin 1944
- 292. Infanterie-Division
- 102. Infanterie-Division

16 septembre 1944
- 342. Infanterie-Division
- 253. Infanterie-Division
- 214. Infanterie-Division

28 novembre 1944
- 17. Infanterie-Division
- 214. Infanterie-Division

### Sources
- (de) LVI. Panzerkorps sur lexikon-der-wehrmacht.de